# 金佩玮
金佩瑋，綽號甘甘，香港跨界別文化運動人及唱作歌手。

## 經歷
曾任區議員、電視時事節目主持、雜誌編輯及藝術行政人員，2015年於香港大學比較文學系哲學博士畢業。兼任中文大學性別研究課程講師，並在香港電台主持文化清談節目。現任婦女動力基金及東亞婦女論壇香港統籌工作委員會主席，同時為公民起動及社區文化關注成員，並積極從事青年培育工作。

## 詞曲創作列表
- 1989：《這一雙手》（詞/曲）
- 1992：《還我合理回報》（詞/曲）
- 1994：《姊姊妹妹站起來》（詞）
- 1995：《平等人權》（詞/曲）、《誰說》（詞/曲）
- 1996：《我會活得更好》（詞/曲）、《烈日高張當自強》（詞/曲）、《革命之歌》（詞/曲）
- 1997：《人民的洋紫荊旗》（詞）、《聖誕願望》（詞）、《新春快樂》（詞）、《爭取團聚的人權》（詞）、《公民社會國際歌》（詞）、《人民之歌》（詞）
- 1998：《毋忘六四》（詞/曲）、《愛的權利》（詞）、《終止歧視》（詞）
- 1999：《風中上路》（詞/曲）、《風中的禱告》（詞/曲）、《現代奴隸紀》（詞/曲）、《年齡歧視要消除》（詞）
- 2000：《行進的幼獅》（詞/曲）、《啞巴媳婦》（詞/曲）
- 2001：《爭戰無意義》（詞）、《不想回憶未敢忘記》（詞）
- 2003：《社區的盼望》（詞/曲）
- 2004：《更新社區同創理想》（詞/曲）、《天安門母親的呼喚》（詞/曲）、《新年願望》（詞）、《痛·愛·香港》（詞）
- 2006：《讓孩子看見》（詞/曲）
- 2007：《少獅進行曲》（詞/曲）、《遊行大道》（詞）、《民主闖新天》（詞）
- 2008：《新年願望》（詞）
- 2009：《廿七簽》（詞/曲）

## 學歷
- 香港大學比較文學系哲學博士（2015年）
- 香港中文大學哲學碩士（2003年）
- 紐約理工學院藝術學士（1987年）
- 嘉諾撒聖心書院（1982年）

## 重點工作
- 兼任中文大學性別研究課程講師（2008年—）
- 有線電視香港刺針主持（2007年—2008年）
- 香港電台思潮作動主持（2006年—）
- 灣仔區議會民選區議員（2004年—2007年）
- 香港婦女基督徒協會執行幹事（1997年—2000年）
- 瑪利嘉兒專題編輯（1995年—1997年）
- 前市政事務署文化節目組副經理（1993年—-1995年）
- 香港電台文化組編導（1989年—1992年）

## 現任公職／義務工作
- 婦女動力基金主席
- 東亞婦女論壇香港統籌工作委員會主席
- 公民起動成員
- 社區文化關注成員
- 字花董事

## 作品
- 歌曲247首，包括人民之歌、誰說、天安門母親的呼喚等。
- 走過浮花 （2007年）
- 碩士論文女身成佛 ﹣探討佛教女性的終極證悟與世間修行 （2003年）
- 編輯書籍：雙性情慾（2000年）、月亮的騷動 （2001年）